# Ambarvali
Gli Ambarvali erano una serie di riti che si tenevano nell'antica Roma alla fine di maggio per propiziare la fertilità dei campi, celebrati in onore di Cerere. In età regia venivano celebrati tra la quinta e la sesta pietra miliare da Roma, in località Festi, che a quel tempo indicava il confine dei territori dei Romani.
Durante queste celebrazioni si sacrificavano un toro, una scrofa ed una pecora che, prima del sacrificio erano condotti in processione tre volte attorno ai campi; i rituali prendono il loro nome da questo momento, derivando appunto da ambio (vado in giro) ed arvum (campo). Questo tipo di sacrificio in latino era chiamato suovetaurilia. Esistevano due tipi di queste feste, quelle pubbliche e quelle private. Quelle private, nei villaggi e nelle fattorie fuori Roma, venivano celebrate solennemente dai capifamiglia, accompagnati dai figli e dai servi. Quelle pubbliche si celebravano invece appena fuori città e vi partecipavano i dodici fratres arvales che procedevano alla testa della processione composta dai cittadini di Roma che possedevano terreni e vigneti. Nel corso della processione si elevavano preghiere alla dea Cerere.
La preghiera che veniva di preferenza recitata in queste occasioni era il Carmen Ambarvale che recitava da un'iscrizione databile al 218 a.C.:
(CIL VI, 32388.)
Tra gli altri riti romani simili a questi si annoverano i Saturnali e i Lupercali.
Joseph Scaliger, nei suoi commenti all'opera di Sesto Pompeo Festo, sostiene che gli Ambarvali e gli Amburbali siano stati in realtà lo stesso rito.